# 比布蘭奇鎮區 (密蘇里州沙里頓縣)
比布蘭奇鎮區（英語：Bee Branch Township）是位於美國密蘇里州沙里頓縣的一個行政鎮區。

## 地方資料
比布蘭奇鎮區的面積為140.76平方千米，當中陸地面積為139.87平方千米，而水域面積為0.89平方千米。根據2020年美國人口普查的數據，當地共有人口278人，而人口密度為每平方千米1.97人。